# 宇宙塵 (財津和夫のアルバム)
『宇宙塵』（うちゅうじん）は、財津和夫の通算1枚目のアルバムで、ソロデビューアルバムである。1978年5月5日発売。

## 解説
チューリップとしてのバンド活動と並行して制作されたアルバムである。
ポール・マッカートニーの『マッカートニー』を意識し、全ての楽器に財津が挑戦している（ただし、10曲中7曲のドラムスとして上田雅利が、1曲のみギターで田中一郎、ベースで宮城伸一郎（当時は共にARBに所属）が参加している）。
ソロ作品ではあるが、チューリップの第2期における宇宙路線に通じる部分があるほか、このアルバムの楽曲をチューリップのライブで演奏することもしばしばあった点から、財津個人の刺激としての面とに加え、後々の活動に大きな影響があった面があったことと考えられる。

## 批評
| 専門評論家によるレビュー | 専門評論家によるレビュー |
| レビュー・スコア         | レビュー・スコア         |
| 出典                     | 評価                     |
| ------------------------ | ------------------------ |
| CDジャーナル             | 肯定的                   |

CDジャーナルは、「プログレのできそこないのような『SOMETHING IN THE SKY』が微笑ましい。」と批評した上で、「一人でコツコツ、楽しみながら作ったのであろう。」と肯定的に評価している。

## 収録曲

### LPレコード
| 全作詞・作曲・編曲: 財津和夫。 |                          |          |            |      |
| #                              | タイトル                 | 作詞     | 作曲・編曲 | 時間 |
| 1.                             | 「SOMETHING IN THE SKY」 | 財津和夫 | 財津和夫   | 3:51 |
| 2.                             | 「根雪」                 | 財津和夫 | 財津和夫   | 2:42 |
| 3.                             | 「二人だけの夜」         | 財津和夫 | 財津和夫   | 3:10 |
| 4.                             | 「土砂降りの雨」         | 財津和夫 | 財津和夫   | 4:24 |
| 5.                             | 「酒の唄」               | 財津和夫 | 財津和夫   | 5:58 |
| 合計時間:                      | 合計時間:                | 20:05    |            |      |

| 全作詞・作曲・編曲: 財津和夫。 |                                               |          |            |      |
| #                              | タイトル                                      | 作詞     | 作曲・編曲 | 時間 |
| 1.                             | 「Blue Train (もしも、今でも君がひとりなら)」 | 財津和夫 | 財津和夫   | 3:39 |
| 2.                             | 「もし、それが…」                             | 財津和夫 | 財津和夫   | 3:00 |
| 3.                             | 「虚心未遂」                                  | 財津和夫 | 財津和夫   | 4:37 |
| 4.                             | 「悪魔の子守唄」                              | 財津和夫 | 財津和夫   | 3:49 |
| 5.                             | 「光の輪」                                    | 財津和夫 | 財津和夫   | 5:06 |
| 合計時間:                      | 合計時間:                                     | 20:11    |            |      |

## 楽曲解説

### A面
1. SOMETHING IN THE SKY
2. 根雪
  - 多重録音の持ち味を最大限生かしたサビが特徴的な楽曲。
3. 二人だけの夜
  - 後にシングルカットされたソロ・デビューシングル。
  - チューリップの第1期末から第２期にかけてのライブでもしばしば演奏された楽曲。
4. 土砂降りの雨
5. 酒の唄
  - 最後は酒宴を彷彿とさせる合唱で締められており、所縁のある長谷川法世の名前も登場する。
  - 中村雅俊が、後にカバー。

### B面
1. Blue Train (もしも、今でも君がひとりなら)
2. もし、それが…
3. 虚心未遂
4. 悪魔の子守唄
5. 光の輪
  - チューリップの第1期末から第2期にかけて、ライブのハイライトでしばしば演奏された楽曲。
  - また、1997年の再結成以降では、チューリップのライブで演奏されたことのある唯一の財津のソロ楽曲である。

## 演奏者
| SOMETHING IN THE SKY - Bass, Electric Guitar, Acoustic Guitar(6 and 12 strings), Strings Board, Mini Moog, Bell, Triangle : KAZUO ZAITSU - Drums : MASATOSHI UEDA 根雪 - Bass, Acoustic Piano, Strings Board, Electric Guitar : KAZUO ZAITSU - Drums : MASATOSHI UEDA 二人だけの夜 - Drums, Bass, Electric Guitar, Acoustic Guitar, Electric Piano, Strings Board, Conga : KAZUO ZAITSU 土砂降りの雨 - Electric Piano, Mini Moog, Arp Hammond Organ, Percussion : KAZUO ZAITSU - Bass : SHINICHIRO MIYAGI - Electric Guitar : ICHIRO TANAKA - Drums : MASATOSHI UEDA 酒の唄 - Bass, Acoustic Piano, Electric Guitar, Strings Board, Harmonica : KAZUO ZAITSU - Drums : MASATOSHI UEDA | Blue Train (もしも、今でも君がひとりなら) - Bass, Acoustic Piano, Electric Guitar, Hammond Organ : KAZUO ZAITSU - Drums : MASATOSHI UEDA もし、それが… - Drums, Mini Moog, Glass Water, Acoustic Guitar : KAZUO ZAITSU 虚心未遂 - Drums, Bass, Electric Guitar, Acoustic Guitar, Strings Board : KAZUO ZAITSU - Tambourine : MASATOSHI UEDA 悪魔の子守唄 - Bass, Acoustic Piano, Electric Piano, Arp, Acoustic Guitar, Electric Guitar, Harmonica, Triangle, Kazu Bell : KAZUO ZAITSU - Drums, Tambourine : MASATOSHI UEDA 光の輪 - Bass, Acoustic Piano, Electric Piano, Arp, Acoustic Guitar, Electric Guitar, Harmonica, Triangle, Kazu Bell : KAZUO ZAITSU - Drums, Tambourine : MASATOSHI UEDA |